# Rido Kuran
Rido Kuran (リド クラン?, Rido Kuran) è un personaggio del manga shōjo Vampire Knight Guilty di Matsuri Hino.
È un vampiro di sangue puro, appartenente al casato Kuran. Non si conoscono particolari sulla sua infanzia, né quanti anni abbia. Si dice che sia stato lui a risvegliare Kaname Kuran, e per questo motivo quest'ultimo non può ucciderlo, in quanto fra i vampiri è quasi impossibile uccidere chi ti ha dato la vita.
Rido è zio di Yuki. Un tempo provò a conquistare la propria sorella, Juri, poiché fra sangue puro il matrimonio tra fratelli è una cosa molto comune. Dopo il suo rifiuto, Rido uccise Haruka, il marito di Juri, mentre quest'ultima si uccise per trasformare Yuki in un'umana e salvarla da morte certa. In seguito Rido fu distrutto da Kaname, ma riuscì a rimanere in vita grazie al prozio di Shiki, suo figlio. Riuscì a tornare nel collegio Cross, tramite il corpo del figlio Shiki Senri, e dopo aver riottenuto il suo vero corpo, inizierà a provocare Yuki per farne la sua sposa, ma verrà ucciso da Zero e anche da Yuki, ma solo in parte, facendo in modo che Rido non si rigeneri mai più. Si riconosce perché, nel corpo del figlio, ha un occhio rosso e uno azzurro.